# Мирзоев, Джейхун Джамиль оглы
Джейхун Джамиль оглы Мирзоев (азерб. Ceyhun Cəmil oğlu Mirzəyev; 9 апреля 1946 — 5 марта 1993, Баку) — советский и азербайджанский киноактёр и режиссёр.

## Биография
Родился 9 апреля 1946 года в селе Гюлаблы Агдамского района Азербайджана в семье милиционера Джамиля Мирзоева (1898—1951). В качестве актера снялся в таких фильмах, как «Мачеха», «Сигнал с моря», «Украли жениха», «Непокоренный батальон» и др. В 1969 году окончил режиссёрский факультет Азербайджанского государственного института искусств, учился также и в Москве. Снял несколько фильмов. Одной из последних его работ, в которой он выступил режиссёром и актёром, стал фильм Крик. Всего принял участие в работе над 86 фильмами. В советском кинематографе проработал 35 лет из прожитых 46 лет. Работал также ассистентом и помощником режиссёра. Являлся художественным руководителем киножурнала Мозалан, а также режиссёром-постановщиком сюжетов к киножурналу, в качестве режиссёра-постановщика снял по предварительным данным 63 сюжета.
Скоропостижно скончался 5 марта 1993 года в Баку от сердечного приступа. Похоронен на Ясамальском кладбище.

## Фильмография

### Актёр
- 1957 — Двое из одного квартала
- 1958 — Мачеха — Исмаил
- 1960 — Маттео Фальконе — Фортунато
- 1962 — Чёрная чайка — Маноло
- 1964 — Сила притяжения
- 1965 — Непокорённый батальон — Теймур
- 1968 — Во имя закона — Абсалам
- 1969 — Кура неукротимая — Осман
- 1981 — Дорожное происшествие — Ибадулла
- 1985 — Снайперы — Салаев
- 1989 — Анекдот
- 1993 — Крик — Исмаил

### Режиссёр
- 1985 — Украли жениха
- 1986 — Сигнал с моря
- 1993 — Крик